# 星野佑典
星野 佑典（ほしの ゆうすけ、5月14日 - ）は、日本の男性声優。栃木県出身。マウスプロモーション所属。

## 略歴
映像テクノアカデミア出身。2018年4月よりマウスプロモーションに所属。
『ケンガンアシュラ』の根津マサミ役がアニメでの初めて役名のある作品となった。

## 人物
趣味・特技として水泳、ゲーム、キャストパズル、ギター演奏、映画鑑賞をそれぞれ挙げている。方言は栃木弁。
事務所の同期に大谷祐貴、胡麻鶴彩がいる。

## 出演
太字はメインキャラクター。

### テレビアニメ
2020年
- ファンタシースターオンライン2 エピソード・オラクル（アークス）
- 映像研には手を出すな!（警備部）
- BORUTO-ボルト- NARUTO NEXT GENERATIONS（アサカ）

2021年
- サクガン（ポリスA）
- 異世界食堂2（密偵）

2022年
- 錆喰いビスコ（イグアナ騎兵）
- 乙女ゲー世界はモブに厳しい世界です（亜人）
- 遊☆戯☆王ゴーラッシュ!!（2022年 - 2025年、MIK隊員B、ザ☆の民B、父、監督）
- ジョジョの奇妙な冒険 ストーンオーシャン（2022年 - 2023年、看守C、野球実況） - 2シリーズ

2023年
- 最強陰陽師の異世界転生記（衛兵）
- 名探偵コナン（2023年 - 2024年、鑑識、係員）
- 冒険者になりたいと都に出て行った娘がSランクになってた

2024年
- クレヨンしんちゃん（パーティー客B）
- ぶっちぎり?!（浅観音真宝）
- ラグナクリムゾン（民間人たち）
- 夜桜さんちの大作戦（スーツ彼氏）
- ネガポジアングラー（CMナレーション）

2025年
- 凍牌〜裏レート麻雀闘牌録〜（ギャラリー）
- ロックは淑女の嗜みでして（通行人、運転手、スタッフ、男、パーカー男）
- 雨と君と（教師）

### 劇場アニメ
- Gのレコンギスタ II ベルリ 撃進（2020年）
- THE FIRST SLAM DUNK（2022年、佐々岡智）

### Webアニメ
- マウスどうぶつえん（2018年 -  、シュモクザメのゆうすけ）
- ケンガンアシュラ（2019年、根津マサミ[22]）
- マウスどうぶつえん名作劇場（2020年、シュモクザメのゆうすけ）

### ゲーム
- ファイアーエムブレム 風花雪月（2019年）
- 三国志対戦M（2019年）[23]
- ファイナルファンタジーVII リメイク（2020年）
- ドラゴンクエストX いばらの巫女と滅びの神 オンライン（2020年、ゴロキ、ドンゴ、フルボッコ[24]）
- ウマ娘 プリティーダービー（2021年）[25]
- UFOロボ グレンダイザー たとえ我が命つきるとも（2024年、宇門大介 / デューク・フリード[26]） - 日本語版

### ドラマCD
- MAUSU THEATER
- ワンダータクティクス「私の英雄に祝福を!!」
- ドメスティックビースト（2024年、管理者）

### 吹き替え

#### 映画
- アオラレ（フレディ〈オースティン・P・マッケンジー〉）
- アンノウン・ボディーズ
- エクストリーム・ジョブ
- ガンパウダー・ミルクシェイク（クロウ〈ジャック・バンデイラ〉[27]）
- シェーン（ヤンク・ポッツ〈ハワード・ネグリー〉[28]）※N.E.M版
- ダーク・ハーヴェスト
- 追憶
- トワイライト・ウォリアーズ 決戦! 九龍城砦（四仔〈ジャーマン・チョン〉[29]）
- 20世紀のキミ（プン・ウノ〈ピョン・ウソク〉）
- ブラッドショット（海兵隊員(2)[30]）
- ほの蒼き瞳（アーティマス・マークウィス〈ハリー・ローティー〉）
- マザー/アンドロイド（男捕虜）
- ライフ・イン・ア・イヤー 君と生きた時間（チューイ）
- ラスト・パニッシャー（英語版）

#### ドラマ
- アンノウン・ボディーズ（オランダ語版）
- アンビリーバブル たった1つの真実（コナー〈シェーン・ポール・マッギー（英語版）〉）
- ヴォクス・マキナの伝説
- NCIS: ニューオーリンズ
- FBI: 特別捜査班
- エドワードへの手紙（ブレント、マカヴォイ神父）
- エミリー、パリへ行く（オリヴィエ、ジョルジュ）
- 王になった男（チャン・ムヨン〈ユン・ジョンソク〉）
- 風と雲と雨
- 環魂（サンホ）
- クイーンメーカー（ユン・ドンジュ）
- グリーンハウス・アカデミー（エンゾ〈ラファエル・セブリアン〉）
- クリプトン（英語版）
- 恋人〜あの日聞いた花の咲く音〜（ナム・ヨンジュン〈イ・ハクジュ〉）
- ザ・ファビュラス（イ・ナムジン）
- ジャスティス 彼らの選択
- ジャック・リーチャー -正義のアウトロー-（ハブル）
- 人生最高の贈り物〜ようこそ、サムグァンハウスへ〜（ファン・ナロ）
- ストレンジャー・シングス 未知の世界
- 青春の記録（ウォン・ヘヒョ〈ピョン・ウソク〉[31]）
- This イングランド 〜ポリス・ジョンソンの軌跡〜（リー・ケイン）
- ノクドゥ伝〜花に降る月明り〜（ファンテ）
- パッセージ（英語版）
- HAWAII FIVE-0
- ハンドメイズ・テイル/侍女の物語
- フォーリング・ウォーター（英語版）
- へレーネ&トーマス〜バディ潜入捜査〜（アルバート）
- ボーイフレンド（イ・ジノ〈キム・ホチャン（朝鮮語版）〉）
- 法執行人: バス・リーブス（中尉）
- ロング・ブライト・リバー（デイヴィス〈ジョー・ダルー〉）
- ワーキングママ

#### テレビ番組
- ネクスト・イン・ファッション（英語版）（ナレシュ・ククレジャ）
- ブリティッシュ ベイクオフ（タマール・レイ）
- ボンダイビーチ動物病院（英語版）
- マリブ・レスキューチーム: ザ・シリーズ（英語版）（ビーンズ）

### デジタルコミック
- レッドフード（2021年、村人[32]、鐘突き[33]）
- 一矢報いて春から逃げる（2021年、先輩[34]）

### 舞台
- マウスプロモーション50周年記念公演「ぼくの好きな先生」（2024年[35]）

### シリーズ一覧
1. ↑  第2クール（2022年）、第3クール（2023年）